# كأس العالم للشطرنج 2009
كأس العالم للشطرنج 2009 هو الموسم 5 من  كأس العالم للشطرنج. أقيم خلال الفترة 20 نوفمبر 2009 وحتى 14 ديسمبر 2009، والذي يشرف على تنظيمه الاتحاد الدولي للشطرنج، وفاز فيه Boris Gelfand ‏.